# エンヴァイロンメンタル・ベジタリアニズム

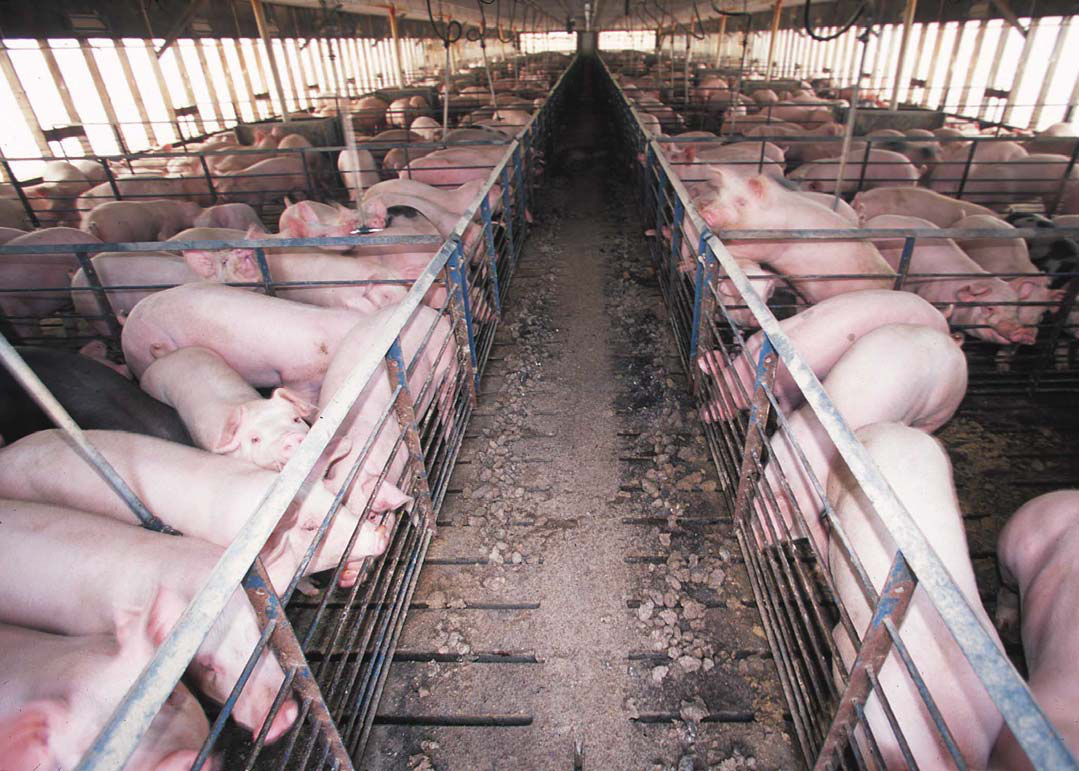
集約農業の養豚場

エンヴァイロンメンタル・ベジタリアニズム（英: Environmental vegetarianism）は、動物に基づく産業が環境に破壊的な影響を与えたり、持続可能な開発を不可能にするという考えに基づき、菜食主義や植物由来の食生活を行うこと。動物製品が原因と考えられている主な環境問題は、温室効果ガス（GHG）の排出を含む公害、森林破壊や、化石燃料、水不足、土地などの資源の消費である。